# Costume de danseuse de flamenco

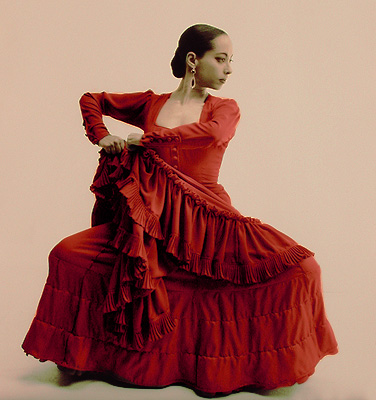
Belén Maya.

Robe Gitane ou costume de danseuse de flamenco est la tenue traditionnelle dont est revêtue la bailaora (danseuse de flamenco) à l'origine. Cependant des variantes peuvent lui être apportées.

## Présentation

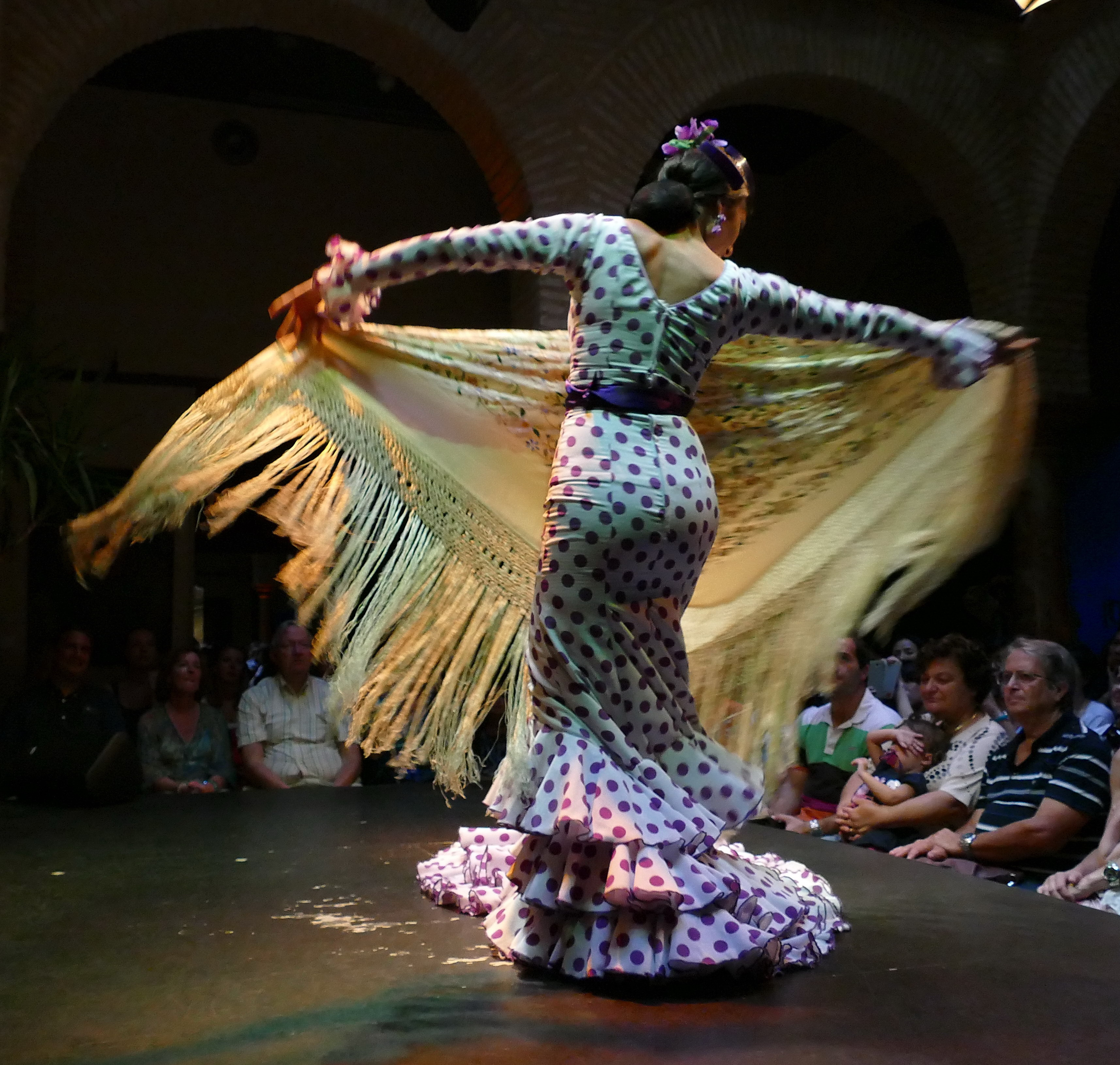
Danseuse au musée de la danse flamenca de Séville.

La tenue traditionnelle se compose de chaussures à talons hauts (pour le taconeo) et d'une robe colorée (généralement rouge, blanche ou noire, et souvent à gros pois), longue jusqu'à la cheville et parée de volants (sur la jupe, ainsi que parfois sur les manches),. Parfois ces volants, au bas de la robe, s'allongent et s'élargissent et peuvent se transformer en une sorte de traîne impressionnante (notamment pour les costumes d'apparat, ou les explorations des créateurs de la mode en Andalousie). Cette traîne pourrait sembler un obstacle à la fluidité de la danse flamenca, mais elle devient en fait, par l'habileté des bailaoras, l'occasion de créer des variantes dans la gestuelle de la danse, ramenant d'un brusque mouvement tournant et décidé du talon leur traîne dans le sens souhaité, ou la ramassant gracieusement dans une de leurs mains  (voir par exemple le jeu de la cantaora et bailaora Estrella Morente avec sa longue traîne dans cette interprétation de "Bulerías de los muelles"). 
Les épaules sont souvent recouvertes d'un grand châle de soie à franges (châle mantille). Les cheveux sont traditionnellement attachés en chignon. 
Mais aujourd’hui, de nombreuses danseuses gardent les cheveux lâchés (pelo suelto) et utilisent les mouvements de leur chevelure flottante, là encore, comme un élément de leur chorégraphie (voir les films de Carlos Saura, et notamment dans l'extrait proposé en référence du film Flamenco, Flamenco en 2010).

## Origines

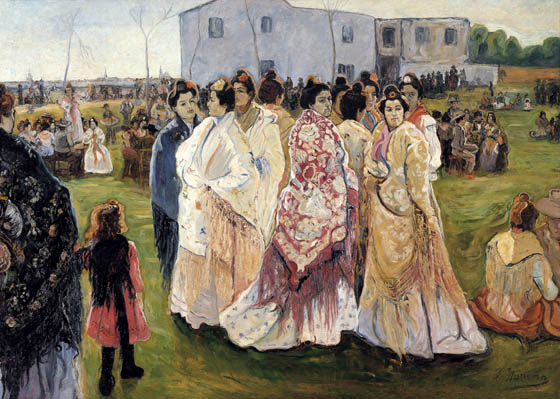
Différents modèles de costumes gitans traditionnels : tableau de Francisco Iturrino Fiesta en el campo (1902).

Le costume couramment porté dans le passé par les gitanes a été par la suite généralisé et popularisé comme costume typique de l'Andalousie dans de nombreuses fêtes folkloriques locales.  
L'origine de cette toilette remonte à la fin du XIXe siècle, quand les vendeuses, accompagnant les maquignons,  se rendaient à la foire aux bestiaux seulement vêtues de modestes blouses de percale qu'elles ornaient de volants pour cette occasion festive. Par la suite, les classes possédantes et les citadins copièrent le vêtement de ces paysannes. 
De même pour le costume flamenco des hommes, popularisé sous le nom de costume court andalou "campero" (rustique). À partir de la Feria de Abril célébrée à Séville en 1929, ces costumes se virent consacrés comme vêtements officiels pour participer à l'événement, tradition qui se poursuit encore aujourd'hui.

## Variantes

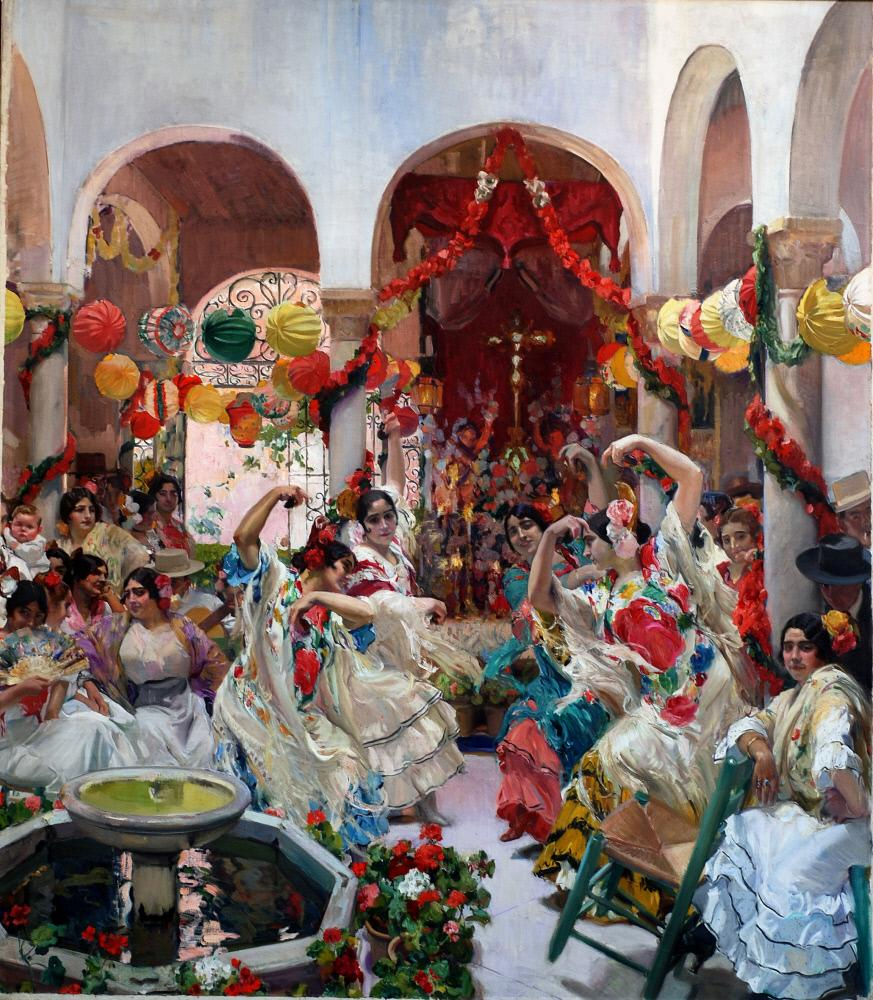
Le costume en mouvement de la bailaora haut en couleur : tableau de Joaquín Sorolla La Cruz de Mayo en Sevilla (1911), exposition commandée par la Hispanic Society of America

Des variantes sont observées dans le passé et dans la modernité.
Ainsi certaines danseuses, comme Carmen Amaya par exemple, préfèrent adopter le costume masculin et se produisent en pantalon. 
De nos jours, on observe certaines variantes du costume de la danseuse de flamenco qui vont soit dans le sens d'une sobriété accrue (voir par exemple certaines chorégraphies de la bailaora Sara Baras ou du bailaor Antonio Gades, notamment dans les films de Carlos Saura consacrés au flamenco), soit dans le sens de l’excès et de la fantaisie: exagération des volants inférieurs en traîne de plus en plus longue déjà évoquée ici (voir par exemple certains costumes de la bailaora María Pagés), ou dissymétrie dans le "tombé" de la jupe, longue fente, jupons de dessous de plus en plus complexes, manches différentes (voir les vidéos déjà proposées) ; tous éléments qui deviennent alors les supports de la créativité chorégraphique.   
De même, au-delà de sa dimension folklorique, voire d'attraction touristique typique de l'histoire de l'Andalousie et de l'exotisme andalou, en lien avec l'idée que le flamenco est non seulement un art ou mais aussi un mode de vie intimement lié à l'"être ensemble" des communautés gitanes, de nombreux témoignages cinématographiques donnent à voir que le flamenco peut aussi se danser en vêtements quotidiens d'aujourd'hui ou même en Blue Jeans, lors des fêtes et des rassemblements rythmant la vie des gitans, comme dans plusieurs scènes du film Vengo de Tony Gatlif (2000) ou de Carmen de Carlos Saura (1983).

## Influences

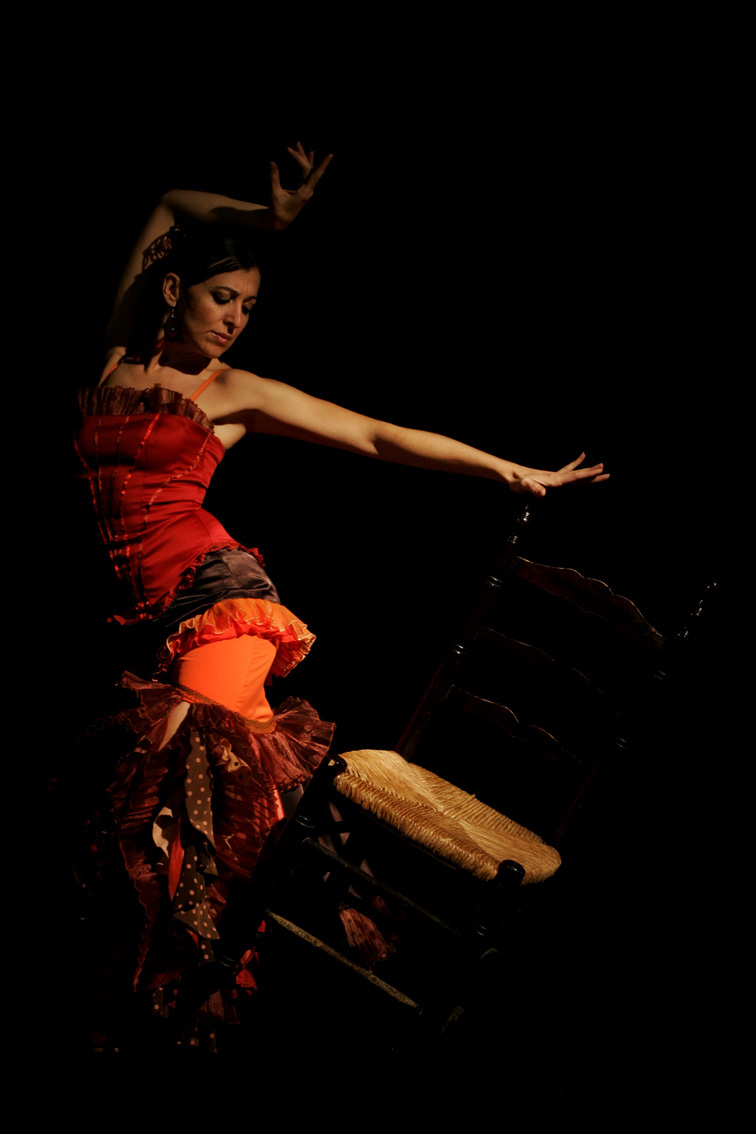
Danseuse de flamenco Inmaculada Ortega. Le flamenco a inspiré à Sonia Delaunay la série des Danseuses lors de son séjour à Madrid

Les créateurs de mode et stylistes se sont inspirés de ces modèles pour créer des robes de style flamenco, comme Giorgio Armani, John Galliano, de même que Christian Lacroix ou Balenciaga.
En 1987, Madonna porte une robe andalouse typique dans le clip de sa chanson La Isla Bonita.
Certains dessins et peintures de Pablo Picasso et de Sonia Delaunay présentent également les traits caractéristiques des tenues de danseuses de flamenco.

## Accessoires

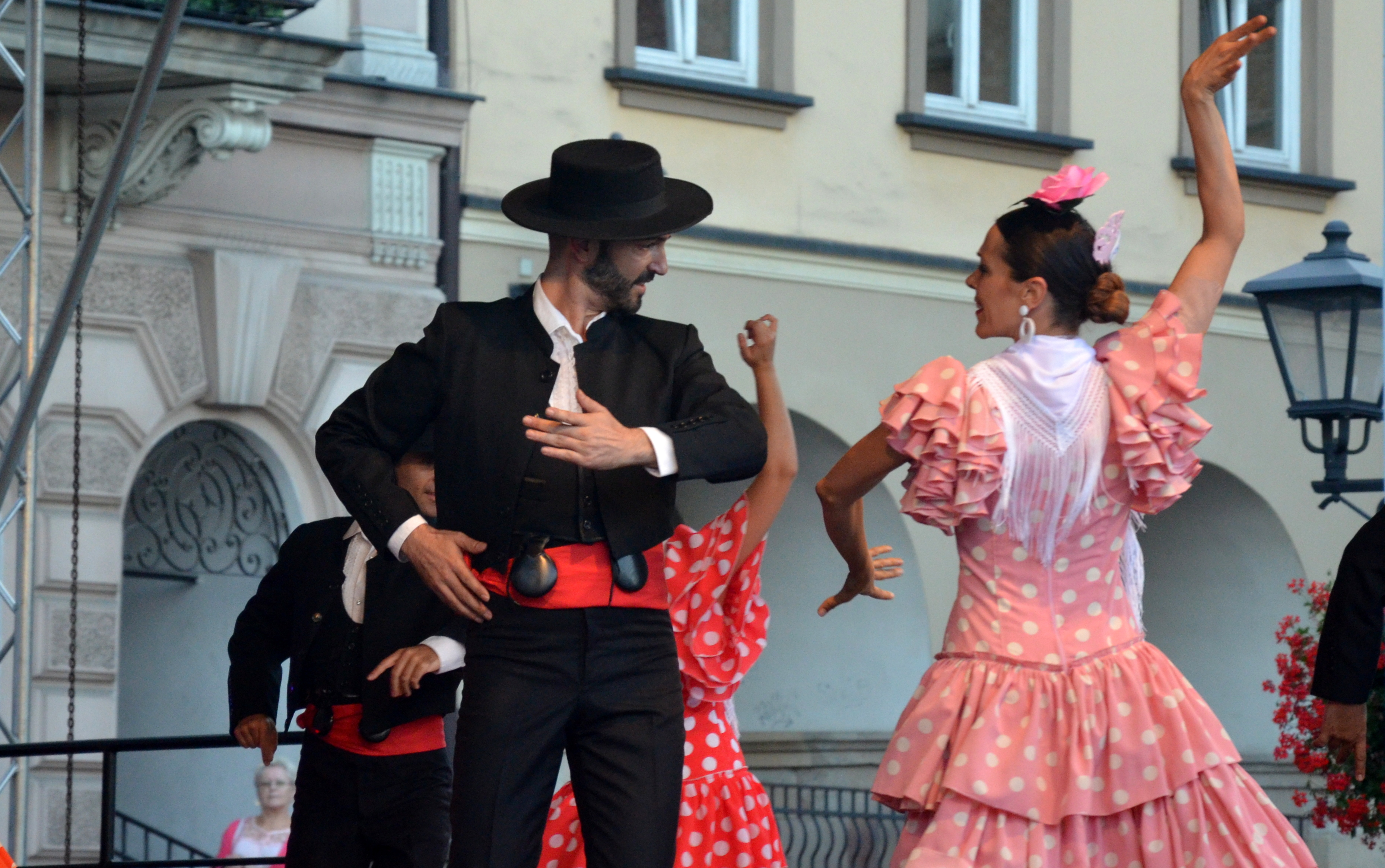
Costumes de la danseuse et du danseur de flamenco.

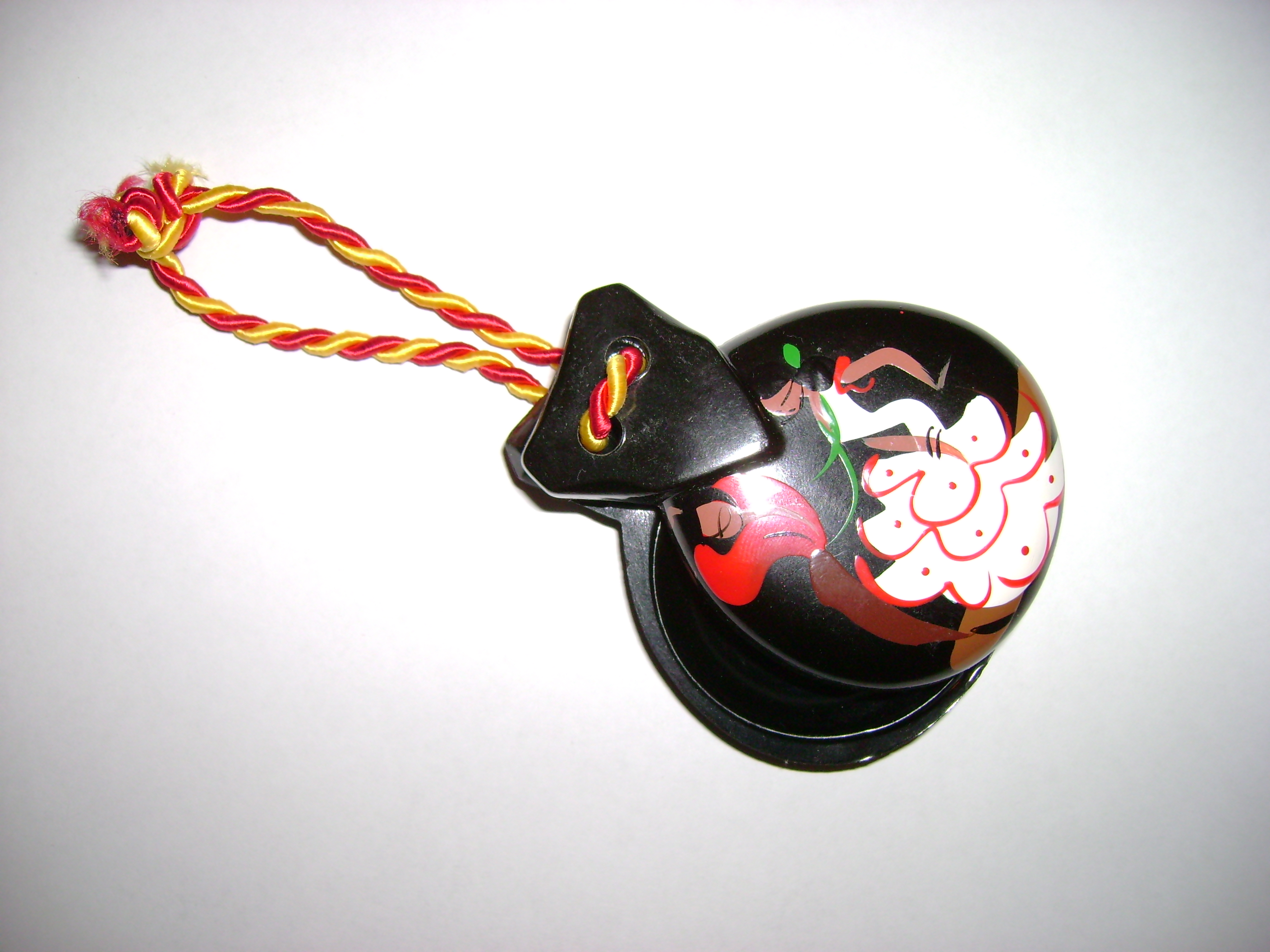
Les castagnettes sont un instrument populaire espagnol de percussion.

De nombreux accessoires accompagnent la tenue de la danseuse :
- le châle
- les chaussures
- les peignes[8]
- les boucles d'oreilles
- les castagnettes
- l'éventail
- la fleur flamenca.